# Obscuriphantes obscurus dilutior
Obscuriphantes obscurus dilutior is een spinnensoort in de taxonomische indeling van de hangmatspinnen (Linyphiidae).
Het dier behoort tot het geslacht Obscuriphantes. De wetenschappelijke naam van de soort werd voor het eerst geldig gepubliceerd in 1929 door Eugène Simon.